# Spiekeroog
Spiekeroog (pronunciación en alemán: /ˈʃpiːkɐˌʔoːk/ⓘ) es una de las islas de Frisia Oriental, en la costa del Mar del Norte en el país europeo de Alemania. Se encuentra entre Langeoog que está al oeste, y Wangerooge a su este. La isla pertenece al distrito de Wittmund, en el estado de Baja Sajonia al norte de Alemania. El único pueblo de la isla también se llama Spiekeroog.
Spiekeroog cubre un área de 18,25 kilómetros cuadrados, la distancia más corta a la parte continental es de 5,7 km. La isla está libre de automóviles (con la excepción de los vehículos de bomberos y rescate). Un servicio diario de ferry desde el puerto de Neuharlingersiel conecta la isla con el territorio continental alemán.